# Zigeuner auf Zeit
Zigeuner auf Zeit ist das zweite Soloalbum des Musikers IC (eigentlich Ralf Schmidt). Es erschien im Jahr 1988 in der DDR auf Schallplatte und Kassette und im Jahr 2003 auf CD.

## Hintergrund
Obwohl das Album Traumarchiv sehr erfolgreich gewesen war (mehr als 200.000 verkaufte Exemplare 1988), suchte IC Falkenberg nach vielfältigeren Möglichkeiten.
Das Album verbindet Synthie-Pop, 80er-Jahre-Stadionrock und Folk. Einen größeren Anteil bei der Produktion hat Ingo Politz.
1988 wurde das Lied Dein Herz der Siegertitel beim Festival in Bregenz und auch die erste Single, die von IC in der Bundesrepublik Deutschland veröffentlicht wurde.

## Titelliste
1. Keine Lust
2. Nadja
3. Heiß
4. Regenbogen
5. Komm zurück
6. Zigeuner auf Zeit
7. Neue Skandale
8. Wenn du willst
9. Cinderella
10. Niemandsland
11. Utopia
12. Dein Herz